# Commandement de cyberdéfense turc
Le commandement de cyberdéfense turc (en turc : Siber savunma başkanlığı ou SSB) est un sous-commandement interarmées, dans les forces armées turques. Il est chargé de la sécurité de l'information et de la cyberdéfense de l'armée et de la Turquie,,.
Le SSB « planifie, coordonne, intègre, synchronise et conduit des activités pour protéger les données de l'armée et de l'État turc dans le cyberespace contre les cyberattaques,.
Le commandement est en coordination avec le Ministère des Transports, des Affaires maritimes, de la Communication et l'unité de cyberdéfense du Conseil de Recherche Scientifique et Technologique (TUBITAK) turc,,.